# Avalon (film, 1990)
Cet article concerne le film de Barry Levinson. Pour le film de Mamoru Oshii, voir Avalon.
Pour les articles homonymes, voir Avalon (homonymie).
Pour plus de détails, voir Fiche technique et Distribution.
Avalon est un film américain écrit et réalisé par Barry Levinson et sorti en 1990.
Il s'agit du troisième film de ce qui constitue la série des « films Baltimore » du réalisateur, après Diner (1982) et Les Filous (1987). Il sera suivi de Liberty Heights (1999).

## Synopsis
Au début du XXe siècle, Sam Krichinsky arrivé à Baltimore. Sa famille juive polonaise est en quête de meilleures conditions de vie. Dans les années 1940 et 1950, les Krichinsky vont voir l'évolution qui gagne le pays : la télévision, les quartiers changent et de plus en plus de familles déménagent en banlieue. Alors que Sam travaillait dans le papier peint, son fils Jules veut ouvrir un grand magasin d'électroménager discount avec son cousin, Izzy.
La famille contribue à un fonds pour amener plus de parents en Amérique. Les affronts, réels ou imaginaires, concernent la famille, comme lorsque Jules et Ann déménagent enfin en banlieue, un long chemin à parcourir pour leurs proches. Après être arrivé en retard et avoir découvert qu'une dinde de Thanksgiving avait été sculptée sans lui, l'oncle Gabriel est offensé et sort en trombe, commençant une querelle avec Sam.
Sam ne comprend pas toujours ces changements notamment les nouvelles méthodes que les enseignants de son petit-fils Michael. Il se demande aussi pourquoi Jules et Izzy ont changé leur nom de famille en Kaye pour le premier et Kirk pour le second pour se lancer dans les affaires. Mais alors plusieurs problèmes surviennent, la famille va rester unie et les traverser ensemble.

## Fiche technique
Sauf indication contraire, les informations mentionnées dans cette section peuvent être confirmées par la base de données cinématographiques IMDb,  présente dans la section « Liens externes ».
- Titre original et français : Avalon
- Réalisation et scénario : Barry Levinson
- Costumes : Gloria Gresham
- Montage : Stu Linder
- Musique : Randy Newman
- Photographie : Allen Daviau
- Producteur : Mark Johnson

Producteurs associés : Charles Newirth et Marie Rowe
- Sociétés de production : Baltimore Pictures et TriStar
- Distribution : TriStar
- Durée : 126 minutes
- Pays de production :  États-Unis
- Langue originale : anglais
- Format : 1.85:1 - 35 mm
- Dates de sortie :
  - États-Unis : 5 octobre 1990
  - France : 13 mars 1991

## Distribution
- Leo Fuchs : Hymie Krichinsky
- Eve Gordon : Dottie Kirk
- Lou Jacobi : Gabriel Krichinsky
- Armin Mueller-Stahl : Sam Krichinsky
- Elizabeth Perkins : Ann Kaye
- Joan Plowright : Eva Krichinsky
- Kevin Pollak (V. F. : Jacques Bouanich) : Izzy Kirk
- Aidan Quinn (V. F. : Éric Legrand) : Jules Kaye
- Israël Rubinek : Nathan Krichinsky
- Elijah Wood : Michael Kaye